# 大骗梭螺
大骗梭螺（学名：Takasagovolva gigantea），又名大白菱角螺或大高砂梭螺:310，为梭螺科的动物。舊屬骗梭螺属，今屬高砂菱角螺屬。

## 分佈
分布于日本、台湾西南，属于暖海产。常見于潮下带，棲息於較深水處。该物种的模式产地在台湾西南。

## 外部連結
- 維基物種上的相關：大骗梭螺